# Tabgačové
Tabgačové (staroturecky     → Tavġaç,  řecky Taugast, turecky Tabgaç, od roku 310 do 496: čínsky 拓跋 pchin-jinem tàbá, obvyklou fonetikou: T’opa → Toba, nebo čínsky 拓跋氏 pchin-jinem tàbáshì, obvyklou fonetikou: T’opa Ši → Toba Ši, doslova Dynastie těch, kteří si zaplétají cop, z významem „Toba klan“) byl jeden z nejdůležitějších kmenů Sienpejské konfederace  která se objevila po pádu Siung-nuské říše (Asijští Hunové). Sienpiské národy obývali jižní Sibiř, severní Mandžusko a východní Mongolsko, a kmen Tabgačů byl známý jako jeden z největších kmenů mezi jejich západními kmeny. Strukturu kmene, v jehož rukou ležela politická moc, tvořili z větší části turkické národy jejichž původní jméno bylo „Tabgač“.

## Krátké dějiny
Od roku 258 pobývali Tabgačové především v dnešní provincii Šan-si, a v oblasti západně a severně od něj, podél Velké čínské zdi. Rostoucí závislost na Číně však způsobila nezastavitelnou sinizaci vládnoucího aparátu Tabgačů, kteří se usadili, a potlačovali krvavé vzpoury svých kočovných spojenců. Zde ustavili svůj první stát Taj (16 států), což způsobilo jejich přejmenování na „Toba → T’opa“ či „Toba Ši → T’opa Ši“. Později, v povodí Žluté řeky nastolili dynastii Severní Wej která se po letech rozdělila na Východní a Západní. Ediktem císaře Siao-wena  ze Severní Wej, z roku 496, jméno „Toba“ zmizelo. Místo něj přijal jméno klanu Jüan (元). Tabgačští vládcové byly převážně buddhisté. 

### Chánové Tabgačských kmenů 219 - 305
| Jméno                                  | Jméno                | Jméno                       | Vláda     | Otec                       |
| chrámové                               | posmrtné             | příjmení a osobní jméno     | Vláda     | Otec                       |
| -------------------------------------- | -------------------- | --------------------------- | --------- | -------------------------- |
| Š'-cu (始祖, 227) Tchaj-cu (太祖, 507) | Šen-jüan-wang (神元) | Toba Li-wej (拓拔力微)      | 219 – 277 | Toba Ťi-fen (拓跋詰汾)     |
| není                                   | Čang-wang (章王)     | Toba Si-lu (拓拔悉鹿)       | 277 – 286 | Toba Li-wej                |
| není                                   | Pching-wang (平王)   | Toba Čchuo (拓拔綽)         | 286 – 293 | Toba Li-wej                |
| není                                   | Si-wang (思王)       | Toba Fu (拓拔弗)            | 293 – 294 | Toba Šamochan (拓跋沙漠汗) |
| není                                   | Čao-wang (昭王)      | Toba Lu-kuan (拓拔祿官)     | 294 – 307 | Toba Li-wej                |
| není                                   | Chuan (桓)           | Toba I-tchuo (拓拔猗㐌)     | 295 – 305 | Toba Šamochan              |
| není                                   | Mu-ti (穆帝)         | Toba I-lu-wang (拓拔猗盧王) | 295 – 316 | Toba Šamochan              |

### Tangutští Tabgačové
Toba byl též vládnoucí klan království Západní Sia (1038–1227), ale král přijal jméno Li podle čínského stylu. Toba Si-kong, nebo Li Si-kong byl předek Li Te-mingův, otce Li Jüan-chaoa, prvního krále království .
Osm klanů Tangutů:
- Si-feng Ši (细封氏),
- Fej-tching Ši (费听氏),
- Wang-li Ši (往利氏),
- Pcho-čchao Ši (颇超氏),
- Jie-li Ši (野利氏),
- Fang-tang Ši (房当氏),
- Mi-čchin Ši (米擒氏),
- To-ba Ši (拓跋氏) [7].